# Aït Aïcha
Vous pouvez aider à l'améliorer ou bien discuter des problèmes sur sa page de discussion.
- Il ne cite pas suffisamment ses sources. Vous pouvez indiquer les passages à sourcer avec {{référence nécessaire}} ou {{Référence souhaitée}}, et inclure les références utiles en les liant aux notes de bas de page. (Marqué depuis mai 2025)
- Son texte doit être wikifié : il ne correspond pas à la mise en forme Wikipédia (style, typographie, liens internes, liens entre les wikis, etc.). (Marqué depuis mai 2025)

- Archive Wikiwix
- Bing
- Cairn
- DuckDuckGo
- E. Universalis
- Gallica
- Google
- G. Books
- G. News
- G. Scholar
- Persée
- Qwant
- (zh) Baidu
- (ru) Yandex
- (wd) trouver des œuvres sur Wikidata

Aït Aïcha (en kabyle: At Ɛica, en arabe: آث عيشة) est un village de la commune d'Idjeur, dans wilaya de Tizi Ouzou, Algérie. Aït Aïcha fait partie du Âarch At Yedjar (At Yeǧǧaṛ). 

## Histoire
Le 14 avril 1871, des insurgés prennent le village d'Aït Aïcha après celui de Palestro.

## Géographie

### Situation
Aït Aïcha se situe à 25 km au sud-est d'Azazga et à 70 km au sud-est de Tizi Ouzou. Le village est délimité :
- Au nord-est, par le village Iguersafene;
- À l'est, par la forêt d'Akfadou ;
- A l'ouest, par les villages Ighraiene ;

### Relief et hydrographie
Le village est situé entre 940 m et 1 100 m d'altitude, entouré de deux rivières:
- Au Nord, la rivière Aït Hendis (Asif n At Ḥendis)
- Au sud, une chaine de montagne qui sépare avec les village de la commune de Bouzeguene (Ivekaren, Ikoussa, Tazrout)

## Démographie

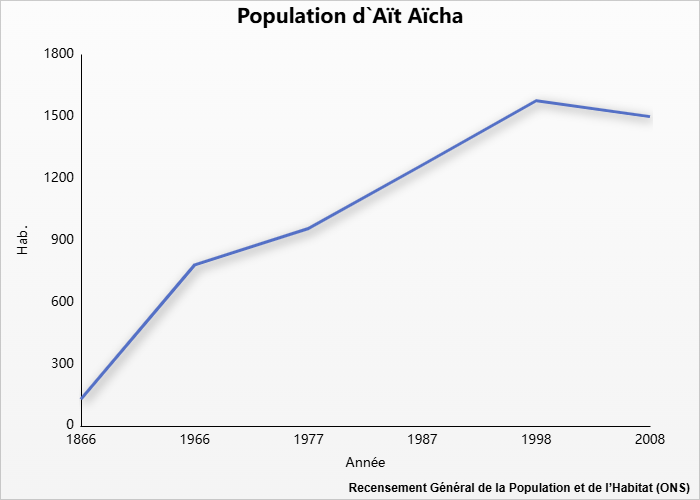
Évolution de la population d'Aït Aïcha depuis 1866.

Lors du recensement de 1866, le village compte 130 habitants.
D'après le recensement de 2008, le village compte 1501 habitants.

## Économie
L'économie du village kabyle d'Ait Aicha repose sur un système de cotisations et de contributions de ses membres, y compris les villageois, les commerçants locaux, et les immigrés établis principalement à Marseille, Paris, et même au Canada. Ce système de financement communautaire permet de soutenir divers aspects du village. Voici quelques points clés de ce modèle économique :
Sources de financement :
- Cotisations : Les villageois, les commerçants, et les immigrés contribuent financièrement au fonds commun.
- Amendes : Des amendes sont imposées pour le non-respect de certaines règles du village, ce qui contribue également au fonds.

Utilisation des fonds :
- Infrastructure : Les fonds sont utilisés pour l'entretien des routes, des quartiers, et des forêts.
- Approvisionnement en eau : L'eau est acheminée depuis la forêt d'Akfadou, et chaque membre du village a droit à 100 litres d'eau par tête.
- Services publics : Les fonds servent également à l'entretien des cimetières, des places publiques, et à l'aide aux personnes démunies.

Ce modèle économique communautaire montre comment une gestion collective et solidaire peut contribuer au développement et au bien-être d'un village.
Le village d'Aït Aïcha compte 19 commerces.

### Ouvrages
- Samira Guici et Lyza Chabi, « Etude Linguistique des noms des lieux de la Région des AIT AMAR UFAYED (BENI DOUALA) et des deux villages SAHEL ET AIT AICHA (BOUZGUENE) », dspace.ummto.dz, Université Mouloud Mammeri Tizi-Ouzou,‎ avril 2021 (lire en ligne, consulté le 4 août 2025).
- (en) Ouahiba ALIANE, « TRANSFORMATION DU CADRE BATI ET MICROURBANISATION EN MILIEU MONTAGNEUX : CAS DE LA REGION D’AÏT IDJEUR (BOUZEGUENE ; KABYLIE) », thesis.univ-biskra.dz, Université Mohamed Khider – Biskra,‎ 2020 (lire en ligne, consulté le 4 août 2025).